# جورج فريدمن
جورج فريدمن (بالإنجليزية: George Friedman)‏ (و. 1949 – م) هو عالم مستقبليات مجري المولد في بودابست وعالم سياسة، وكاتب من الولايات المتحدة الأمريكية، ومؤلف جيوسياسي في العلاقات الدولية. هو عضوٌ في الحزب الجمهوري.

## التعليم
تعلم في كلية مدينة نيويورك، وجامعة كورنيل.